# Jennifer Rojo
Jennifer Rojo Pérez (Vic, Cataluña, España, 24 de noviembre de 1989) conocida artísticamente como Jennifer Rojo, es una cantante de pop y géneros urbanos, y compositora española.

## Biografía
Nació en la localidad de Vic, provincia de Barcelona, lugar en el que comenzó a forjar su talento vocal que se vio influenciado por el don musical de sus padres, grandes artistas reconocidos en tierras gaditanas y catalanas.
Durante su niñez y luego en la adolescencia, residió en Algeciras, donde experimentó un universo musical de una manera más íntima y personal. A los 19 años, decide mudarse a Barcelona y es ahí donde pisa sus primeros escenarios presentándose en diferentes foros y plazas de la ciudad interpretando covers.

## Carrera
Jennifer Rojo tiene una personalidad diferente, transgresora, sorprendente y dulce. Cantante y compositora de sus temas en los que cuenta historias cotidianas, vividas a ras de suelo que la conectan con su público logrando que se sienta identificado con ella.  
En 2019 recibe el “Premio Latino” a Artista Revelación Latina y el sencillo “Mil Opiniones” alcanza el top 11 del chart México. 
La artista se abrió camino en el panorama musical con baladas, pop, urbano.  Viajó a Miami debido al interés de Emax Productions donde grabó las versiones salsa y reggaetón de “Mil Opiniones” en los Estudios Criteria. Actuó en el Billboard Latin Showcase como artista emergente y giró por Costa Rica, México y Panamá.
Con el éxito del single"No Eres Tú" TOP 100 de canciones más escuchadas en España, traspasa fronteras con “No Eres Tú" ft Gloria Tre-vi”, destacando en los Top Charts: TOP 1 Ecuador, TOP 2 Colombia, TOP 7 México.
Inicia 2022 con el single “Consentir-te” con más de 14.000.000 de streams en Spotify.  Junto a Aleks Syntek presentan “Nunca Digas Jamás” con +8.000,000 de streams. Grabado en Abbey Road con la producción de Armando Ávila.
Su último single  en 2023 "La Trampa" ha alcanzado +1M de escuchas en Spotify.

## Discografía
- Libre de Elegir (2017)
- Mil Opiniones (2019)[7]